# Joachim Göbel
Joachim Göbel (* 1958 in Witten) ist ein römisch-katholischer Geistlicher und Dompropst des Metropolitankapitels am Hohen Dom zu Paderborn, der Bischofskirche des Erzbistums Paderborn.

## Leben
Nach dem Studium der Theologie und Philosophie wurde er 1985 in Paderborn zum Priester geweiht. Als Vikar wirkte er in Büren (1985–1988) und in Meschede (1988–1991). 1991 bis 1995 absolvierte er in Paderborn ein Lehramtsstudium, welches er 1996 mit dem zweiten Staatsexamen abschloss. Währenddessen wirkte er in Geseke. Während dieser Zeit war er Diözesankaplan der Katholischen Studierenden Jugend im Erzbistum Paderborn. Nach dem Referendariat in Hamm nahm er 1996 den Dienst als Lehrer am Mallinckrodt-Gymnasium Dortmund auf. Zusätzlich war er als Subsidiar in Dorstfeld (1996–2000) und Hörde (2000–2008) seelsorgerisch tätig. Seit 2008 ist er Leiter der Hauptabteilung Schule und Erziehung im Generalvikariat Paderborn. Am 15. Mai 2014 wurde er vom Metropolitankapitel in Nachfolge von Manfred Grothe zum Dompropst gewählt, vom Erzbischof Hans-Josef Becker bestätigt und am 12. Juni 2014 eingeführt.

## Ehrungen
- Wirklicher Geistlicher Rat (2008)[2]
- Domkapitular (2008)
- Päpstlicher Ehrenkaplan (Monsignore) (2009)
- Dompropst (2014)